# Гермошпангоут

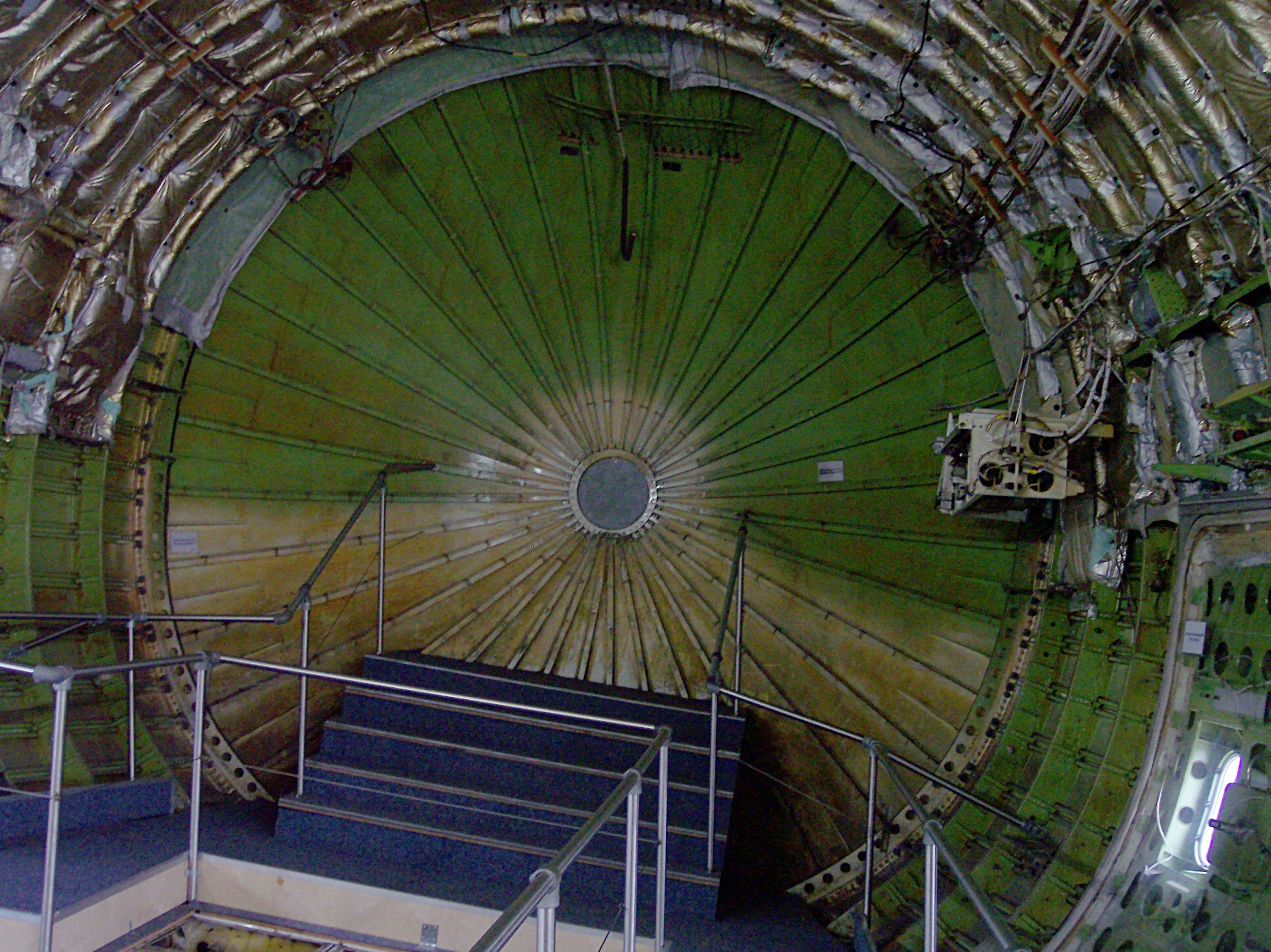

Герметичный шпанго́ут (гермошпангоут) — поперечный структурный элемент жёсткости фюзеляжа планера летательного аппарата, часто одновременно служащий переходным узлом для электрических, гидравлических, вакуумных, кислородных, механических и других коммуникаций самолётных систем, при этом обеспечивая воздухонепроницаемость. Обязательно присутствует в конструкции пассажирских авиалайнеров. Обычно представляет собой выгнутую куполообразную конструкцию из алюминиевого сплава.
Как правило, силовые схемы самолётов включают негерметичные и герметичные отсеки. Они отделены друг от друга гермошпангоутами. В конструкции пассажирского авиалайнера необходимо предусмотреть, чтобы в процессе полёта давление в салоне было как можно ближе к атмосферному давлению на уровне земли. В то же время, в конструкции имеются части, например хвостовой отсек, которые не требуют герметизации. Давление в них в полёте равно давлению за бортом. Для того, чтобы сохранить избыточное давление в пассажирском салоне, один из шпангоутов фюзеляжа обычно выполняют в виде гермошпангоута. Этот элемент служит для герметизации пассажирского салона и воспринимает нагрузку от разности давления в пассажирском салоне и давления за бортом. Воспринимаемая гермошпангоутом сила велика (так как площадь гермошпангоута относительно большая). Гермошпангоут при этом испытывает циклические нагрузки. Поэтому к прочности гермошпангоута предъявляются особые требования при производстве.
На транспортных и боевых самолётах гермошпангоутов может быть несколько.
Гермошпангоут — жизненно важная часть самолёта. Крупнейшая в истории авиакатастрофа одного самолёта под Токио 12 августа 1985 года явилась следствием неправильного ремонта повреждённого хвостового гермошпангоута. В результате трагедии погибли 520 человек.

## Галерея

Схема кормового гермошпангоута на Boeing 747
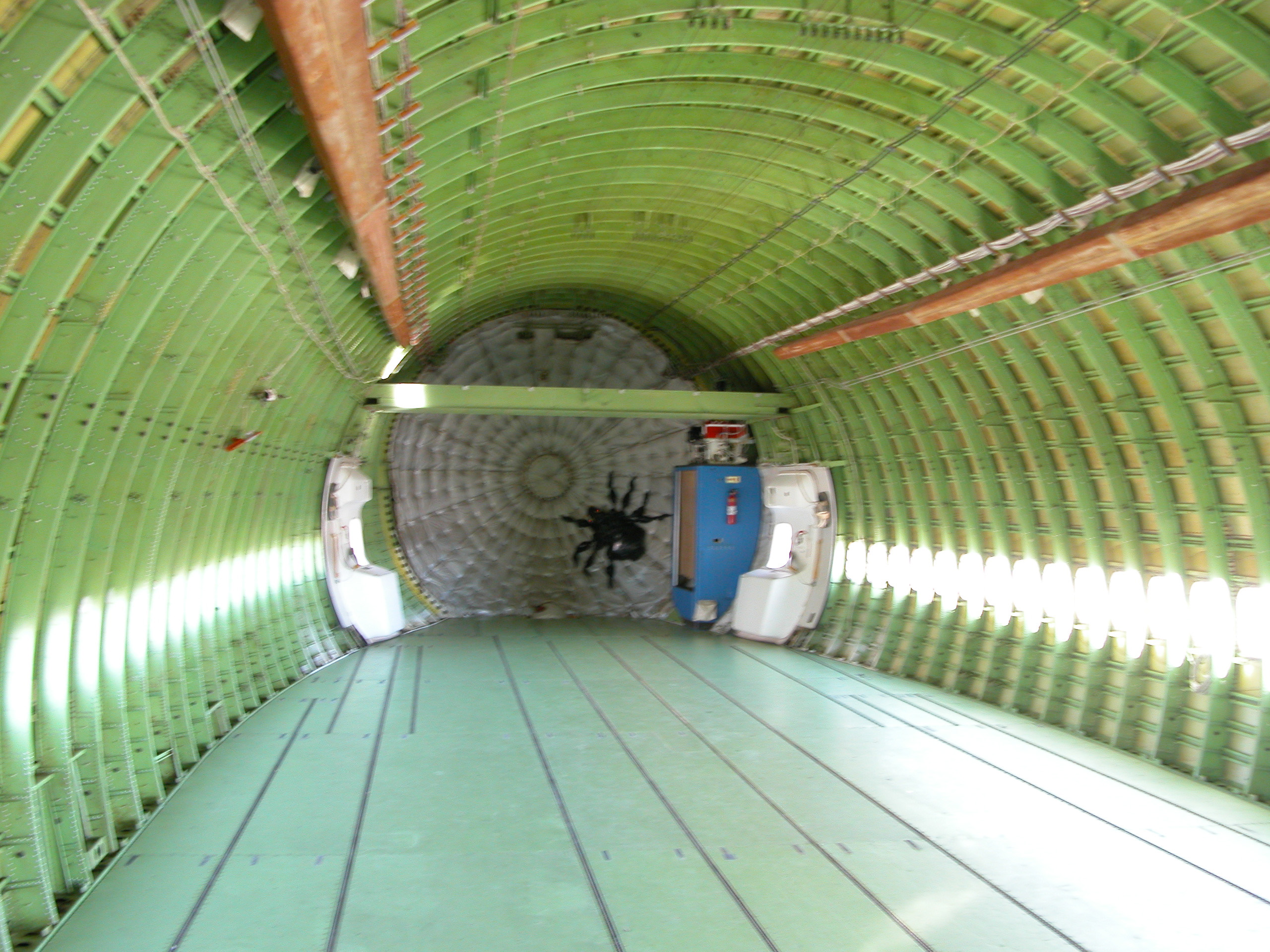
Вид хвостовой части салона самолёта Boeing 747SCA. Виден гермошпангоут, обшивка которого напоминает паутину. Техники NASA с чувством юмора украсили интерьер мягкой игрушкой в виде паука